# Blavet de muntanya
El blavet de muntanya (Plebejus idas) és una espècie de lepidòpter papilionoïdeu de la família dels licènids (Lycaenidae) present als Països Catalans.

## Distribució
Espècie de distribució holàrtica, s'estén per Amèrica del Nord, Europa i Àsia. A Amèrica del Nord es troba al Canadà i als Estats Units, des d'Alaska fins al centre de Califòrnia, sud d'Idaho i sud-oest de Colorado, i a través de la regió dels Grans Llacs fins a Nova Escòcia. A Europa ocupa gran part del continent, excepte gran part del centre i sud de la península Ibèrica, les illes Britàniques, sud de la península Itàlica i sud de Grècia. Absent també de les principals illes mediterrànies, excepte Còrsega i Sardenya. A l'Àsia ocupa la meitat nord del continent des de Turquia fins a l'Extrem Orient Rus, amb el límit meridional situat a les muntanyes del sud de Sibèria i nord de Mongòlia. A la península Ibèrica ocupa zones muntanyoses del terç nord, mentre que al centre i sud és més esporàdica. A Catalunya viu principalment als Pirineus, però també se la pot trobar als Prepirineus.

## Descripció
Envergadura alar d'entre 22 i 29 mm. Marcat dimorfisme sexual per la diferent coloració de l'anvers. El mascle té l'anvers de color blau marí amb un marge fosc que s'estén per la part exterior de les venes. La femella té l'anvers de color marró amb una franja taronja prop del marge, que en l'ala posterior va acompanyada d'una sèrie de punts negres a la part exterior, mentre que a l'ala anterior aquests punts són menys marcats. Algunes femelles poden tenir ambdues ales tacades d'escates blaves d'extensió variable. Revers semblant en ambdós sexes, amb el fons de color gris marronós i algunes escates blaves a la base. L'ala anterior presenta una sèrie de punts negres vorejats de blanc a la part exterior i una taca negra aïllada més propera a la base. Ala posterior amb una sèrie de punts negres similars als de l'ala anterior, així com diverses taques negres més properes a la base. Ambdues ales tenen una banda taronja prop del marge junt a una sèrie de punts negres, més difosos a l'ala anterior i amb escates blaves lluents i una franja blanca interior a l'ala posterior, tot i que, en alguns exemplars, aquestes escates blaves poden ser molt reduïdes i la banda blanca absent.

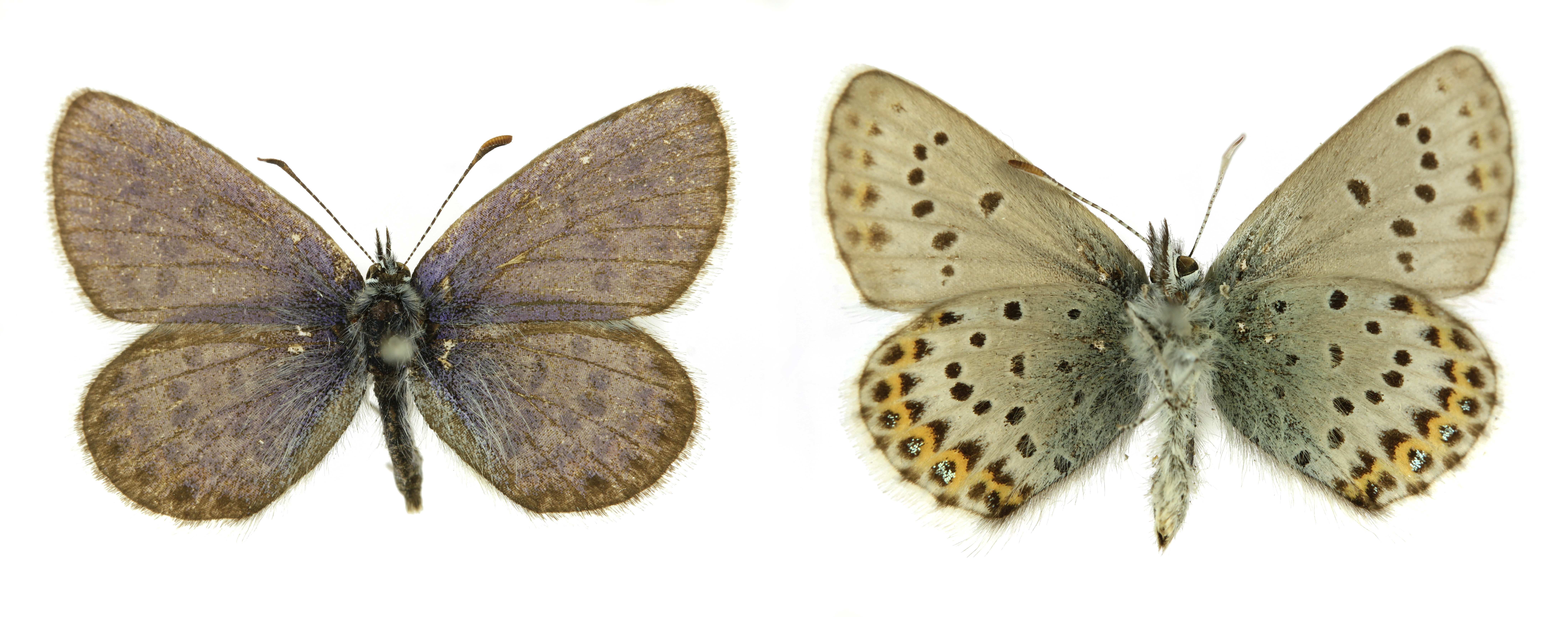
♂ / ♂ △

## Hàbitat
Diversos tipus de llocs oberts, com ara herbassars, prats, landes, torberes i zones lacustres, així com matollars i clarianes. Rang altitudinal des del nivell del mar fins als 2100 m. L'eruga s'alimenta sobretot de diverses espècies de fabàcies, però també de cistàcies i ericàcies. Entre elles es troben espècies com la ginestola tinctòria (Genista tinctoria), l'espergell (Cytisus scoparius), la gódua (Ginesta pilosa), la banya de cabra (Lotus corniculatus), la coroneta rosa (Securigera varia), la vulnerària (Anthyllis vulneraria), el melilot blanc (Melilotus albus), la bruguerola (Calluna vulgaris) o l'heliantem nummular (Helianthemum nummularium), entre d'altres, així com espècies dels gèneres Ulex, Medicago, Trifolium i Onobrychis.

## Període de vol i hibernació
D'acord amb la localitat i l'altitud, vola en una generació entre finals de juny i agost o en dues generacions, la primera entre finals de maig i juny i la segona entre juliol i agost. Hiberna com a ou.

## Comportament
Es tracta d'una espècie mirmecòfila obligatòria, les erugues de la qual estableixen una relació mutualista amb diverses espècies de formiga, principalment del gènere Formica, però també Lasius niger. Les femelles ponen els ous sobretot a les parts llenyoses de les seves plantes nutrícies, preferint aquelles situades prop de formiguers. La metamorfosi es produeix a l'interior del formiguer.

## Espècies ibèriques similars

Pota anterior de P. idas i P. argus.

Es tracta d'una espècie molt similar al blavet (Plebejus argus), però els mascles es poden distingir per tenir el marge negre a l'anvers d'ambdues ales més prim, tenir un color de fons més blanquinós al revers i per no tenir una espina ben desenvolupada a la tíbia de les potes anteriors. Les femelles són més difícils de diferenciar, amb les de blavet de muntanya amb el revers menys contrastat, la banda blanca més estreta i els punts negres més reduïts.

## Galeria

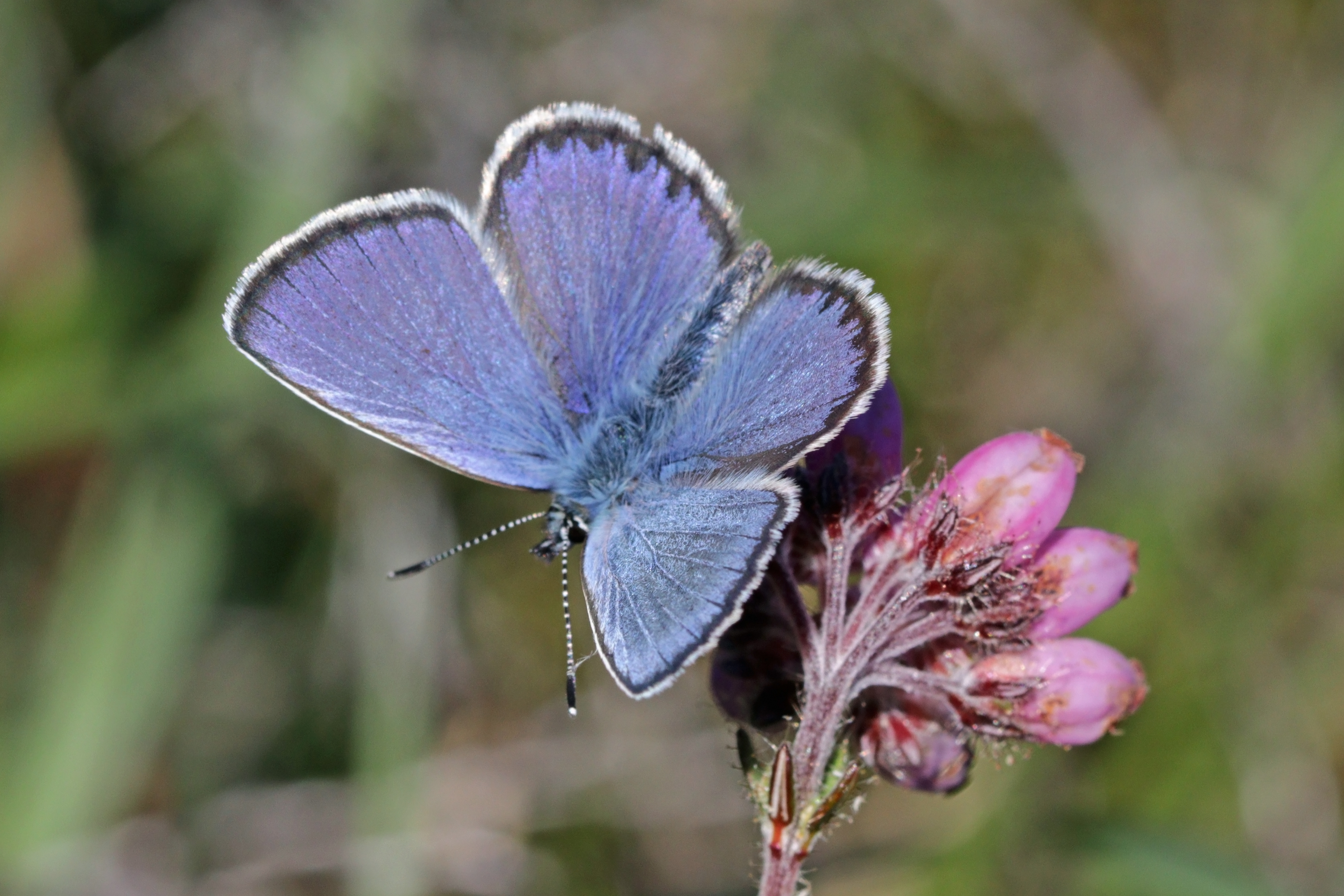
Anvers d'un mascle
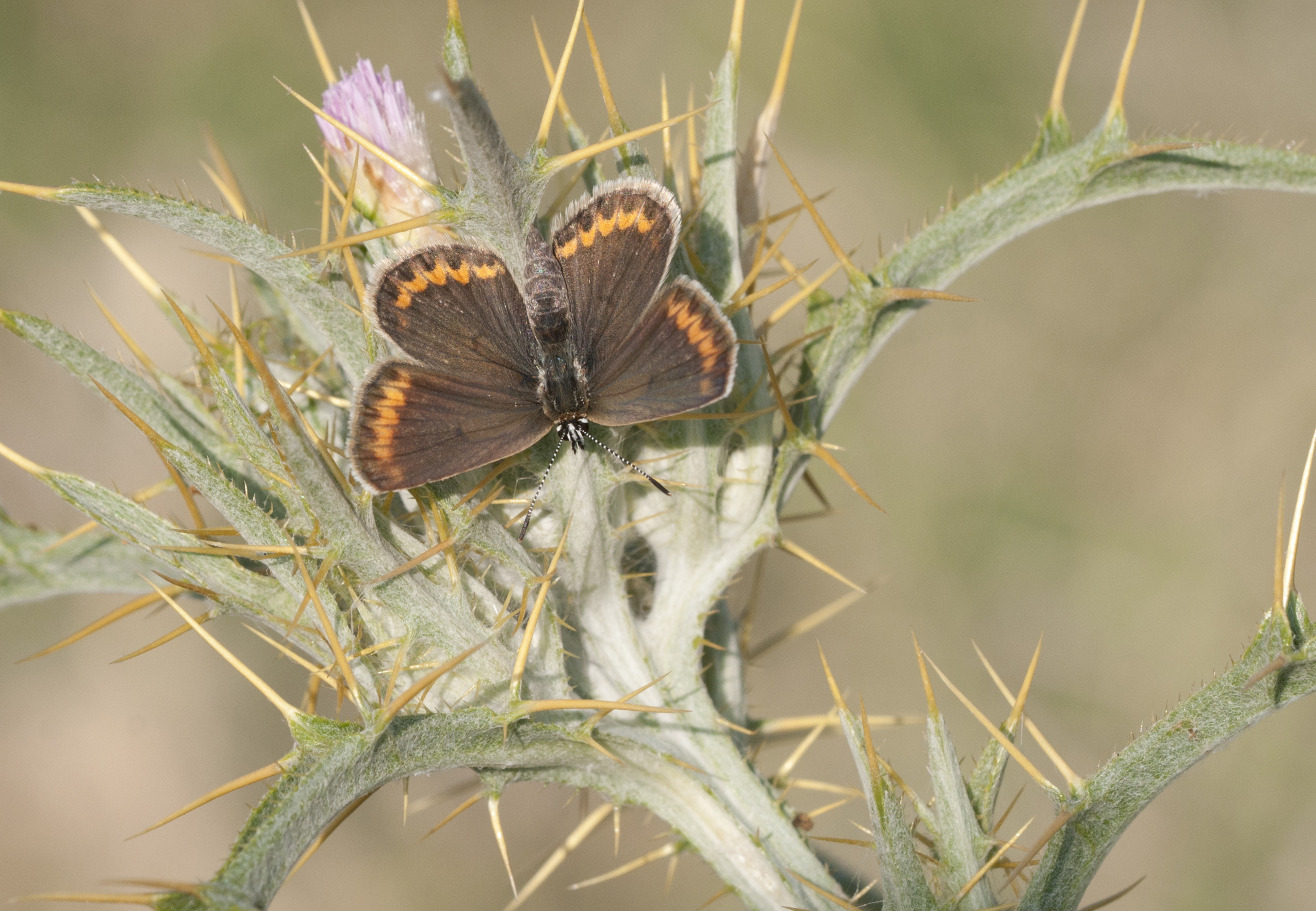
Anvers d'una femella
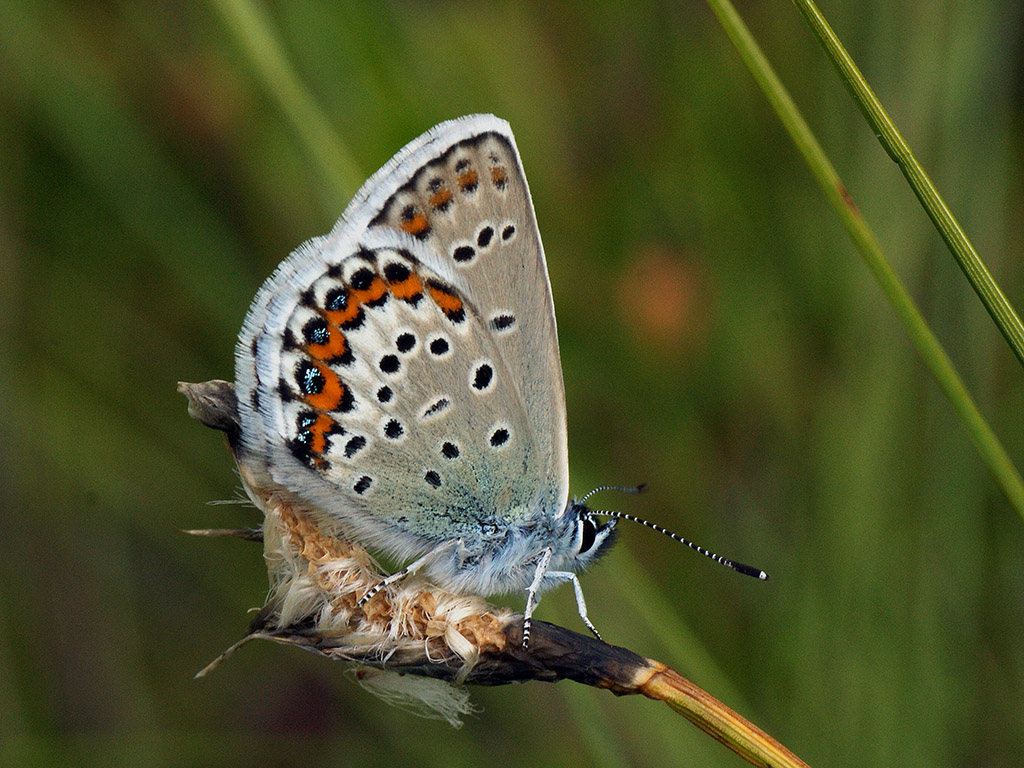
Revers d'un mascle
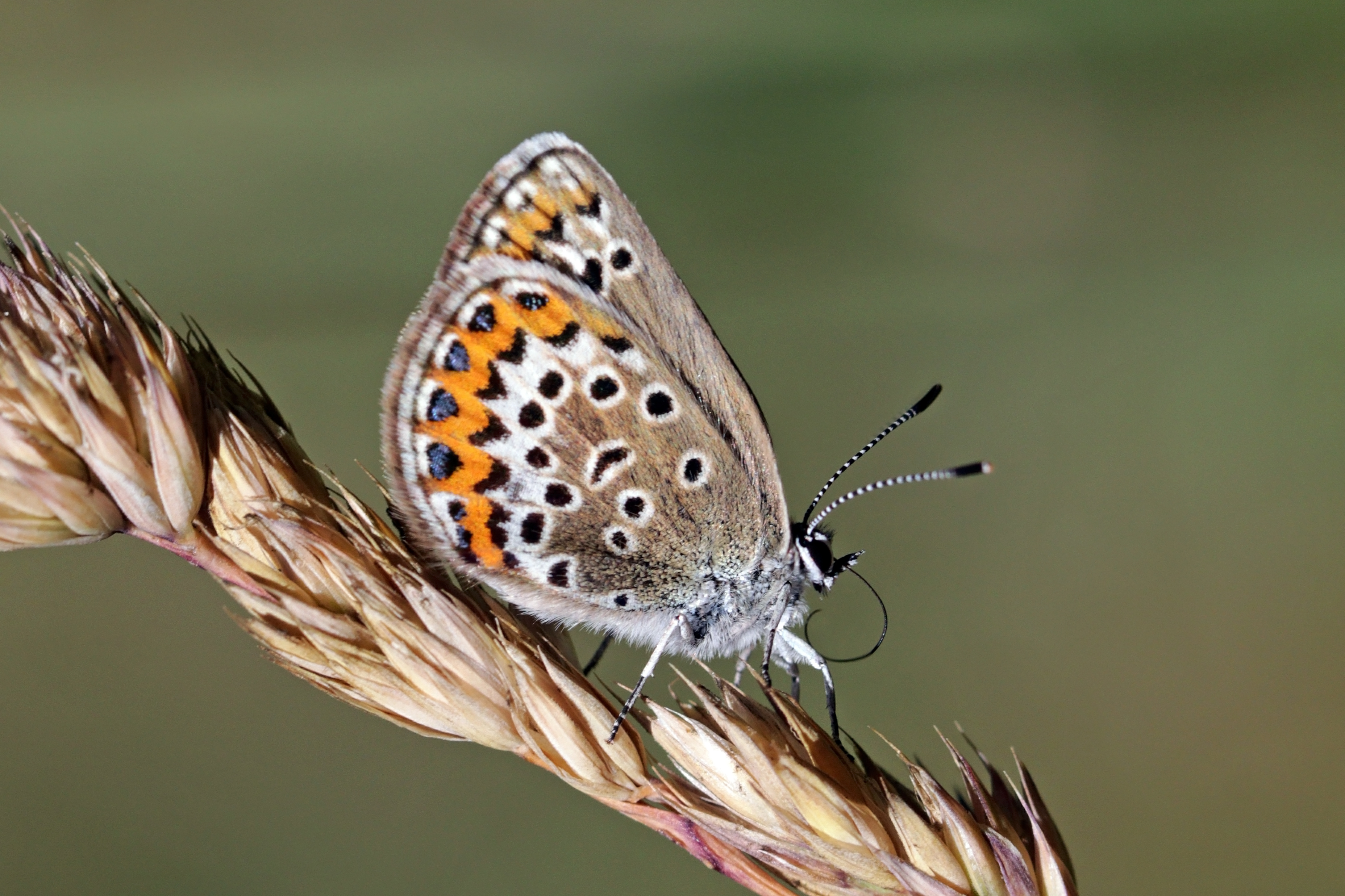
Revers d'una femella
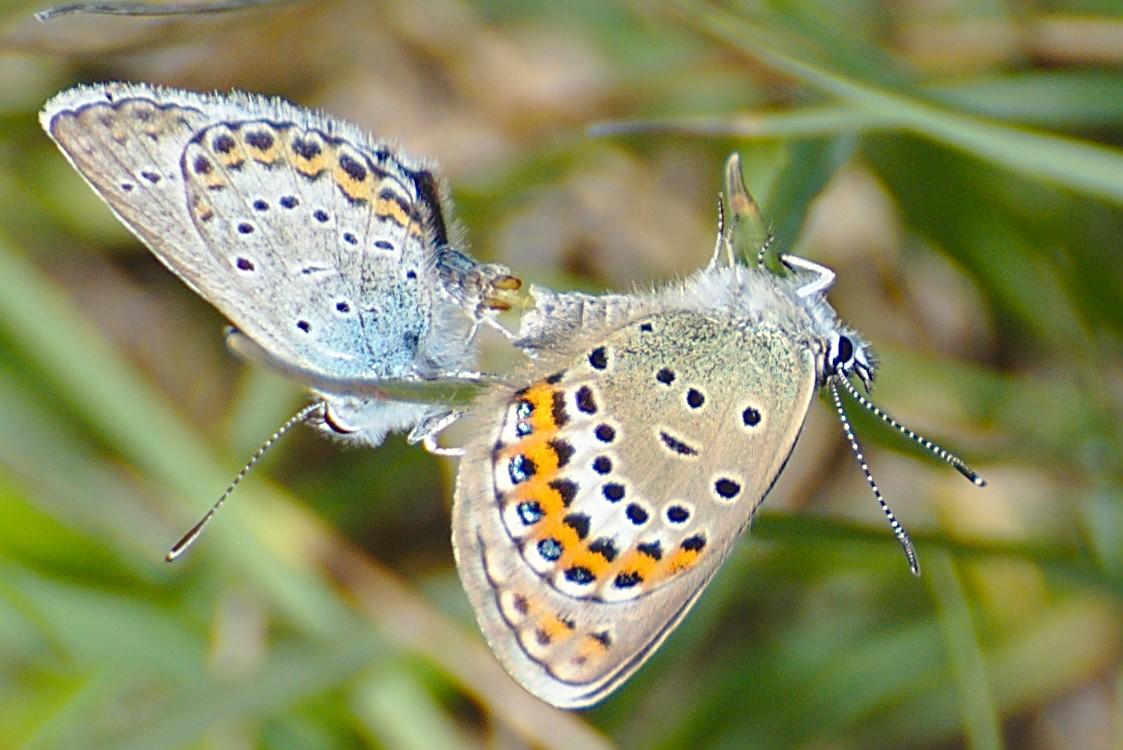
Aparellament